# Salvador Flamenco
Salvador Flamenco Cabezas (San Salvador; 28 de febrero de 1947) es un futbolista retirado de El Salvador.

## Trayectoria
Comenzó su carrera jugando con Adler en 1964. Adler lo negó a jugar en el extranjero a pesar del interés del América y Toluca de la Primera División de México.
Finalmente pudo trasladarse al FAS a finales de 1971 y permaneció allí hasta 1973 en que se pasó a Platense bajo la tutela de Jorge Tupinambá, permaneció ahí hasta que Tupinambá fue liberado.
Siguió con los clubes de LA Firpo, Dragón, El Paraíso y Quequeisque. Se retiró del fútbol en 1978.

## Selección nacional
Con la selección de El Salvador, jugó 26 partidos (con un gol marcado) entre 1968 y 1971. Estuvo en la convocatoria del Mundial de 1970.
Durante la Copa del Mundo disputó tres partidos: contra Bélgica, México y la Unión Soviética. También participó en las Olimpiadas de 1968 celebradas en México.

### Participaciones en Juegos Olímpicos
| Torneo                   | Sede   | Resultado    |
| ------------------------ | ------ | ------------ |
| Juegos Olímpicos de 1968 | México | Primera fase |

### Participaciones en Copas del Mundo
| Mundial                        | Sede   | Resultado    |
| ------------------------------ | ------ | ------------ |
| Copa Mundial de Fútbol de 1970 | México | Primera fase |

## Clubes
| Club               | País        | Año       |
| ------------------ | ----------- | --------- |
| Adler              | El Salvador | 1964-1971 |
| FAS                | El Salvador | 1971-1972 |
| Platense Municipal | El Salvador | 1973      |
| Luis Ángel Firpo   | El Salvador | 1974      |
| Dragón             | El Salvador | 1975-1976 |
| El Paraíso         | El Salvador | 1977      |
| Quequeisque        | El Salvador | 1978      |

## Palmarés

### Títulos internacionales
| Título                        | Equipo             | País      | Año  |
| ----------------------------- | ------------------ | --------- | ---- |
| Torneo Juvenil de la Concacaf | El Salvador sub-20 | Guatemala | 1964 |